# يوسف نوفل
يوسف نوفل اسمه الكامل يوسف حسن نوفل  (6 شعبان 1357 هـ / 1 أكتوبر 1938 م) أديب وناقد وشاعر مصري. يعتبر من أبرز الشخصيات في النقد العربي الأدبي الحديث. حصل على العديد من الجوائز من بينها جائزة الدولة التقديرية فرع الآداب عام 2022م.

## سيرته الذاتية

### مولده ونشأته
ولد يوسف نوفل يوم السبت 1 أكتوبر 1938، ثالث أخوته لأبيه حسن، في مدينة بورسعيد، وما لبث أن انتقل عام 1960م إلى القاهرة ليستكمل دراسته الجامعية حيث التحق بكلية دار العلوم بجامعة القاهرة سنة 1961 وحصل على الليسانس سنة 1964, وعلى الماجستير 1969, ودكتوراه الدراسات الأدبية (الأدب العربي) 1973 وموضوع الأطروحة عن "روايات محمد عبد الحليم عبد الله"، وحصل على درجة «أستاذ» سنة 1985.

### المواقع القيادية الجامعية
تولّى مواقع قيادية جامعية في جامعات مصرية وعربية:
- عميد مؤسس لكلية التربية ببورسعيد سنة 1986 - 1988.
- أشرف على اللجنة الثقافية بأسبوع شباب الجامعات عام 1987.
- وقد كرّمتْه جامعة قناة السويس مع الرواد وطبعت ذلك في كتابها التذكاري، ورشحته لجائزة الدولة التقديرية.
- أسّس أقسام اللغة العربية بكليات التربية بأربع محافظات بجامعة قناة السويس.
- رئيس أقسام اللغة العربية في: كلية البنات، وكليات التربية بقناة السويس، والتربية بالرياض بالسعودية، والآداب بالإمارات.
- وكيل الدراسات العليا والبحوث بكلية البنات، وطوّر في تلك الأثناء حولية الكلية.
- رئيس شعبة «البرنامج الدولي للغّة والثقافة العربية للأجانب» بمركز الخدمة العامة بجامعة عين شمس حتى الآن.

### لجان علمية
- أسهم في لجان تطوير دراسة اللغة العربية من خلال مشاركاته في عضوية لجان ومؤتمرات علمية وأدبية وتربوية عديدة بمصر والعالم العربي.
- تعددت زياراته العلمية بين: البلاد السابقة والولايات المتحدة الأمريكية (ثلاث مرات)، ولندن، وباريس، وموسكو.
- قدّم استشارات لغوية وعلمية وأدبية لهيئات ومؤسسات داخل مصر وخارجها.
- شارك في مؤتمرات تطوير اللغة العربية بوزارة التربية.

### الرسائل العلمية
ناقش، وأشرف على مائتيْ رسالة علمية في الأدب واللغة في جامعات مصر، ومعهد الدراسات العربية بالقاهرة، وجامعة الإمام محمد بن سعود بالسعودية، وجامعة وادي النيل بالسودان.

### إعارات
أعير إلى الكويت، والسعودية (الرياض)، والإمارات (العين).

### تقويم جامعات
قوّم كليات وجامعات بالإمارات في أربع زيارات.

## مشاركات فاعلة

### المؤتمرات والنشاط الثقافي
- شارك في لجان ومؤتمرات خاصة بتطوير اللغة العربية بمصر، والسعودية، والكويت، والإمارات.
- يشارك في الحياة الثقافية والأدبية بمصر، وبعض الدول العربية منذ الستينيات حتى الآن، وكتب في معظم المجلات والصحف المصرية.
- شارك في مؤتمرات وندوات أدبية وعلمية وتربوية وإعلامية، وأدار بعض جلساتها في مصر، وفي الإمارات والكويت والأردن والعراق ونيويورك وموسكو.

### رئاسة مؤتمرات أدبية
اختير رئيس مؤتمر الأدباء بمصر مرتين: الأولى بالإسماعيلية سنة 2002، والثانية بشرم الشيخ سنة 2006، وشارك في مؤتمرات عديدة داخل مصر وخارجها.

### العضوية في هيئات
- عضو المجمع العلمي المصري.
- عضو مجلس كلية الآداب بالإسماعيلية للعامين: 2007، 2008.
- عضو مجلس كلية البنات ــ جامعة عين شمس.
- عضو مركز البردي بجامعة عين شمس.
- عضو نادي القصة.
- عضو نقابة المعلمين.
- عضو مجلس أمناء مكتبة مبارك ببور سعيد.
- عضو مؤسس باتحاد الكتّاب بمصر.
- عضو برابطة خريجي جامعة القاهرة.
- عضو هيئة تحرير مجلة (أون) الصادرة عن جامعة عين شمس، وكاتب مقالة دورية بها منذ إنشائها حتى الآن.
- عضو اللجنة المنظمة للمؤتمر العالمي التاسع عشر لورق البردي (سبتمبر 1990).
- عضو اللجنة الثلاثية لاعتماد امتحانات اللغة العربية بكليات التربية منذ سنوات حتى الآن.
- وعضوية تحرير مجلات أدبية، وثقافية، ولجان تحكيم مصرية، وعربية، منها جائزة التفوق، وجائزة التفرغ بمصر، وجائزة القصة بمؤسسة الكويت للتقدم العلمي بالكويت.
- تولى أمانة سر لجنة ترقية أساتذة الجامعات المصرية سنة 2001 لمدة ثلاث سنوات في دورتها الثامنة، ثم عضوية لجنة ترقية الأساتذة المساعدين حتى الآن.
- سكرتير تحرير حولية كلية البنات ــ بقسميها العلمي والأدبي ــ، ثم نائب رئيس تحريرها.
- فحص إنتاجًا علميًّا وأدبيًّا للترقية أو للتعيين أو في المسابقات في جامعات أو هيئات مصرية وعربية عديدة.

## مؤلفاته
ألّف ــ منفردًا، ولأول مرة ــ أول موسوعة عن الشعر العربي الحديث في أكثر من ألف صفحة، وتضم معجمًا عن أكثر من سبعة آلاف وخمسمائة شاعر عربي من المحيط إلى الخليج، وكشف عن شعراء مجهولين، ودواوين منسيّة.
كما ألّف سبعة وثلاثين كتابًا أدبيًّا ونقديًّا في نقد الشعر والقصة والمسرحية، وكتب عددًا كبيرًا من الأبحاث المنشورة عن الثقافة العربية واللغة العربية، وتعليمها، والمصطلح الأدبي، والنقد الأدبي في المجلات العلمية والأدبية داخل مصر وخارجها.
كما ألّف نحو مائتيْ بحث ومقال في الأدب العربي والنقد، وتعليم اللغة، والمكتبة العربية، والثقافة العربية، والمصطلح الأدبي، إلى جانب الإبداع الشعريّ (أربعة دواوين)، والقصصيّ (مجموعة قصصية).
كما ألّف كتابًا ومقالات وحوارات بعنوان (لغتنا العربية) نشرت في مجلات وصحف مصرية وعربية، في التراث، والعمل المصطلحي، والمعجمي، والموسوعي، وتوظيف اللغة العربية في التعليم والإعلام وأقدمها كتاب: العرب في صقلية، وأثرهم في نشر الثقافة الإسلامية، كتاب فاز بالمركز الأول في مسابقة المجلس الأعلى للشئون الإسلامية، ونشر في 15/6/1965.

### دواوين وكتب
- شاعر أصدر خمسة دواوين شعرية تضم شعره منذ 1958 حتى الآن
- القصة والرواية بين جيلي طه حسين ونجيب محفوظ
- محمد عبد الحليم عبد الله وفن القصة
- قضايا الفن القصصي
- ديوان الشعر في الأدب العربي
- رؤية النص الإبداعي
- تطور لغة الحوار في المسرح المصري المعاصر
- بيئات الأدب العربي في الدراسات المعاصرة
- مفكرون في السعودية
- أدباء من السعودية
- الأدب السعودي
- عنترة
- قراءات ومحاورات
- ديوان الشعر السعودي
- الصورة الشعرية واستيحاء الألوان
- لغتنا العربية
- العرب في صقلية وأثرهم في نشر الثقافة الإسلامية
- جماليات القصة القرآنية
- من المكتبة القرآنية
- المكتبة العربية ومصادرها
- المكتبة العربية وصناعة الكتاب
- الصورة الشعرية والرمز اللوني
- استشفاف الشعر، والحوار في المسرحية العربية
- نقّاد النص الشعري
- النصّ الكلّيّ
- مغامرة التلقّي
- موسوعة الشعر العربي الحديث والمعاصر، وتضم معجمًا لأكثر من 7500 شاعر، في أكثر من ألف صفحة.

### كتب تعليمية
شارك، بدراسة الشعر ونقده، وفي تأليف كتب اللغة العربية بالتعليم العام بمصر منذ ثلاثين عامًا في القراءة للشهادة الإعدادية 1977، وفي الأدب والنصوص للثانوية العامة منذ 1990، حتى الآن، ورئيس لجنة تأليف بعض كتب اللغة العربية بالمرحلة الابتدائية بدولة الإمارات.

### جهود لغوية
- نشر بمجلة مجمع اللغة العربية منذ سنة 1976 في العددين: نوفمبر 1976 ص 140، ونوفمبر 1989 ص 141.
- شاعر منذ سنة 1958، تاريخ نشر أولى قصائده في جريدة الجمهورية، وله خمسة دواوين منشورة.
- كاتب قصّة منذ الستينيات، وله مجموعة قصصية منشورة بهيئة الكتاب.

## جوائز وشهادات تكريم
نال، منذ أوائل الستينيات، ولسنوات متتالية عددًا من الجوائز الأدبية والعلمية والتربوية، كما نال شهادات التقدير والتكريم داخل مصر وخارجها، وأحدثها:
- جائزة عين شمس التقديرية في الآداب.
- جائزة شاعر مكة في الإبداع في نقد الشعر.[4][5]
- رشحته جامعتا عين شمس، وقناة السويس لجوائز محلية وعربية، ونال عددًا كبيرًا من شهادات التقدير والتكريم في مصر والكويت والإمارات.
- في عام 1965 سلّمه يوسف السباعي خمس جوائز في ليلة واحدة من المجلس الأعلى للفنون والآداب، في فروع: الشعر والقصة القصيرة والمسرحية ذات الفصل الواحد والمقال والبحث الموجز، وقد نشر أنيس منصور خبرًا وتعليقًا على هذا الحدث في أخبار اليوم وقتها، وحصل، لثلاث سنوات متتالية، من المجلس الأعلى للشئون الإسلامية على الجائزة الأولى في البحث (تحريريًّا وشفهيًّا).
- كرم في ملتقى الشارقة للتكريم الثقافي عام 2022 عن دوره في إثراء الحياة الثقافية في الوطن العربي.[6]
- جائزة الدولة التقديرية فرع الآداب عام 2022.[7]

## وصلات خارجية
فاطمة السردي والمفكر الموسوعي د. يوسف نوفل على يوتيوب
المفكر الموسوعي الأستاذ الدكتور يوسف نوفل في برنامج أما بعد (قناة النيل الثقافية) على يوتيوب
الأديب والناقد والمفكر الأستاذ الدكتور يوسف نوفل - برنامج مشاهير ومشاوير (قناة النيل الثقافية) على يوتيوب
الصالون الثقافي يستضيف الأستاذ الدكتور يوسف نوفل للتعليق على ثروت عكاشة كأديب على يوتيوب
لقاء تلفزيوني مع الأستاذ الدكتور يوسف نوفل في الذكرى الأربعين لرحيل عميد الأدب العربي "طه حسين" ليلقي الضوء على سيرته على يوتيوب
يوسف نوفل: مسابقة الاعلي للثقافة تهدف لاكتشاف شباب المبدعين على يوتيوب
صباح الخير يا مصر (5)21-11-2010 على يوتيوب
الكتاب المسموع :::: قراءة في ديوان الشعر السعودي على يوتيوب